# Adaševci
Adaševci (en serbe cyrillique : Адашевци) est une localité de Serbie située dans la province autonome de Voïvodine. Elle fait partie de la municipalité de Šid dans le district de Syrmie (Srem). Au recensement de 2011, elle comptait 1 919 habitants.
Adaševci, officiellement classé parmi les villages de Serbie, est une communauté locale, c'est-à-dire une subdivision administrative, de la municipalité de Šid.

## Géographie

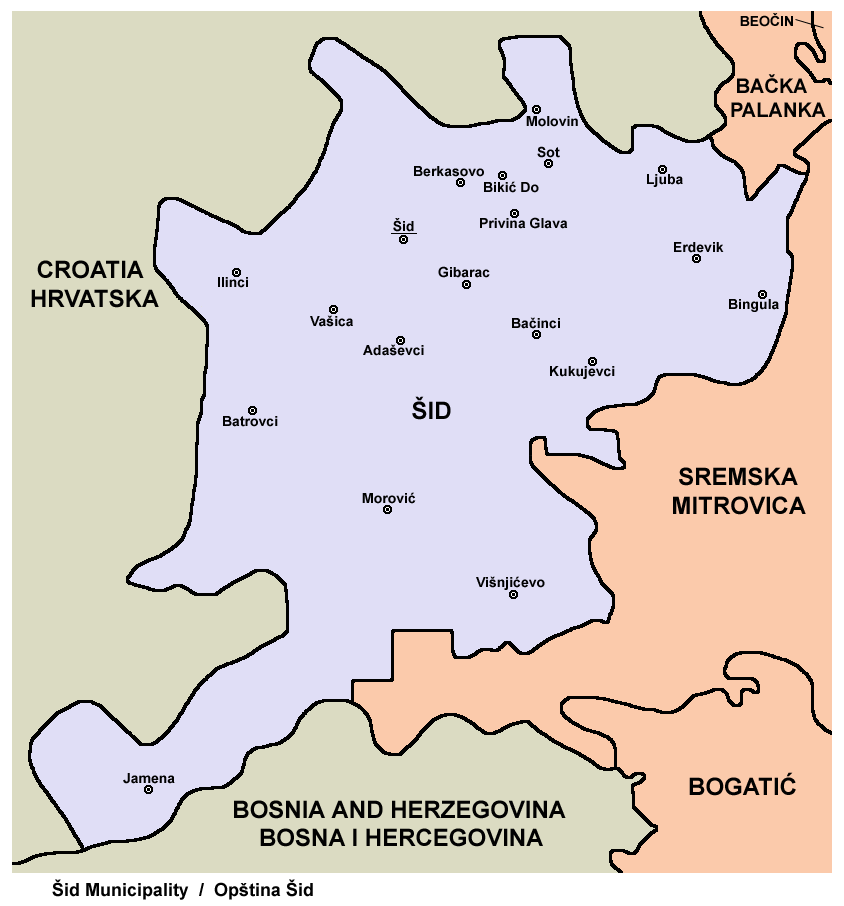
Localisation d'Adaševci dans la municipalité de Šid

Adaševci se trouve dans la région de Syrmie, à 5 kilomètres au sud de Šid ; l'ouest du village est bordé par la rivière Bosut. Les routes européennes E70 et E75, confondues à cet endroit, passent à proximité.

## Histoire

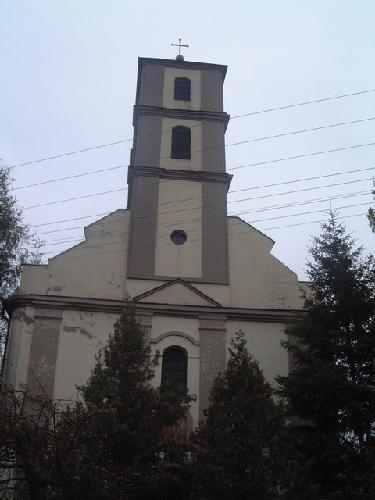
L'église orthodoxe serbe d'Adaševci

## Démographie

### Évolution historique de la population
| 1948  | 1953  | 1961  | 1971  | 1981  | 1991  | 2002  | 2011  |
| ----- | ----- | ----- | ----- | ----- | ----- | ----- | ----- |
| 2 333 | 2 363 | 2 562 | 2 566 | 2 363 | 2 080 | 2 166 | 1 919 |

|  |

### Données de 2002
Pyramide des âges (2002)
En 2002, l'âge moyen de la population était de 37,8 ans pour les hommes et 41,9 ans pour les femmes.
Répartition de la population par nationalités (2002)
En 2002, les Serbes représentaient près de 96 % de la population.

### Données de 2011
En 2011, l'âge moyen de la population était de 42 ans, 39,7 ans pour les hommes et 44,3 ans pour les femmes.

## Vie locale
Le village possède un club de football, le FK Graničar, créé en 1924. Son école primaire a ouvert ses portes en 1952 et elle accueille aujourd'hui environ 400 élèves.

## Économie
La plupart des habitants d'Adaševci vivent de l'agriculture.

## Tourisme

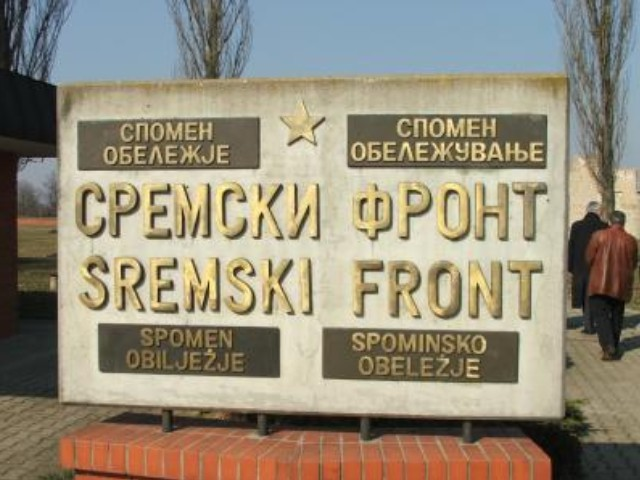
L'entrée du Mémorial du Front de Syrmie

Sur le territoire du village se trouve un mémorial en l'honneur des combats qui se sont déroulés sur le Front de Syrmie et qui ont opposé les Partisans communistes de Josip Broz Tito et les troupes des forces de l'Axe jusqu'en avril 1945. Il a été créé en 1988 et se trouve sur la rive droite de la rivière Bosut. Il est considéré comme un site mémoriel d'importance exceptionnelle de la République de Serbie.